# Europsko prvenstvo gluhih u rukometu 2008.
Europsko prvenstvo gluhih u rukometu 2008. godine bilo je 9. europsko prvenstvo u športu rukometu za gluhe osobe.
Održalo se je od 1. do 6. rujna 2008. godine u Srbiji u Beogradu.

## Sudionici
Natjecale su se ove reprezentacije: Hrvatska, Njemačka, Mađarska, Italija, Rumunjska, Srbija i Turska.

## Završni poredak
Završni poredak.
| Momčadi |          |
| Zlato   | Srbija   |
| Srebro  | Hrvatska |
| Bronca  |          |
| 4.      |          |
| 5.      |          |
| 6.      |          |
| 7.      |          |

| Europski prvaci 2008. |
| --------------------- |
| Srbija Prvi naslov    |